# Дабович, Деян
Деян Дабович (серб. Дејан Дабовић, 3 августа 1944, Херцег-Нови — 6 декабря 2020, Белград) — югославский ватерполист, полевой игрок, тренер. Олимпийский чемпион 1968 года, участник летних Олимпийских игр 1976 года.

## Биография
Деян Дабович родился 3 августа 1944 года в городе Херцег-Нови в Югославии (сейчас в Черногории).
Играл в водное поло за «Ядран» из Херцег-Нови, в 1968 году перешёл в белградский «Партизан», в составе которого дважды становился чемпионом Югославии (1968, 1970) и дважды выигрывал зимний чемпионат страны (1968—1969), несколько раз завоёвывал Кубок Югославии, побеждал в Кубке европейских чемпионов. В дальнейшем выступал за «Приморье» из Риеки и «Солярис» из Шибеника.
В 1968 году вошёл в состав сборной Югославии по водному поло на летних Олимпийских играх в Мехико и завоевал золотую медаль. Играл в поле, провёл 9 матчей, забросил 1 мяч в ворота сборной Греции.
В 1976 году вошёл в состав сборной Югославии по водному поло на летних Олимпийских играх в Монреале, занявшей 5-е место. Играл в поле, провёл 8 матчей, мячей не забрасывал.
Играл на чемпионате мира 1975 года в Кали. Дважды выигрывал медали ватерпольных турниров Средиземноморских игр: в 1971 году в Измире завоевал золото, в 1975 году в Алжире — серебро.
В течение карьеры провёл за сборную Югославии 110 матчей, забил 53 мяча.
По завершении игровой карьеры в 1979 году в течение 12 лет работал в «Приморье», после чего тренировал итальянскую команду из Мессины, которую вывел в первый эшелон чемпионата страны. Среди воспитанников — Владимир Вуясинович, Игор Хинич, Самир Барач, Дамир Главан.
Умер 6 декабря 2020 года в Белграде от последствий COVID-19.